# Barry Corbin
Leonard Barrie "Barry" Corbin (Lamesa, Teksas, 16. listopada 1940.), američki karakterni glumac s preko 100 uloga na filmu i televiziji, najpoznatiji kao Maurice Minnifield u tv-seriji Život na sjeveru i kao trener Whitey Durham u tinejdžerskoj tv-seriji Tree Hill.
Corbin se rodio u gradiću Lamesa u Teksasu. Majka Alma bila je učiteljica, a otac Kilmer sudac i bivši teksaški senator (1948. – 1956.)
Bio je i u marincima. Dugi niz godina bio je samo kazališni glumac, a tek je 1980-ih počeo glumiti na filmu i televiziji. Uloga u tv-seriji Život na sjeveru mu je donijela i nominaciju za nagradu Emmy.
Corbin je veliki ljubitelj jahanja. Dva puta se ženio i dva puta razveo. Ima četvero djece, tri sina i kćer.

## Vanjske poveznice
- Barry Corbin u internetskoj bazi filmova IMDb-u (engl.)
- Službena stranica